# Gentiana
- Commons
- Wikispecies

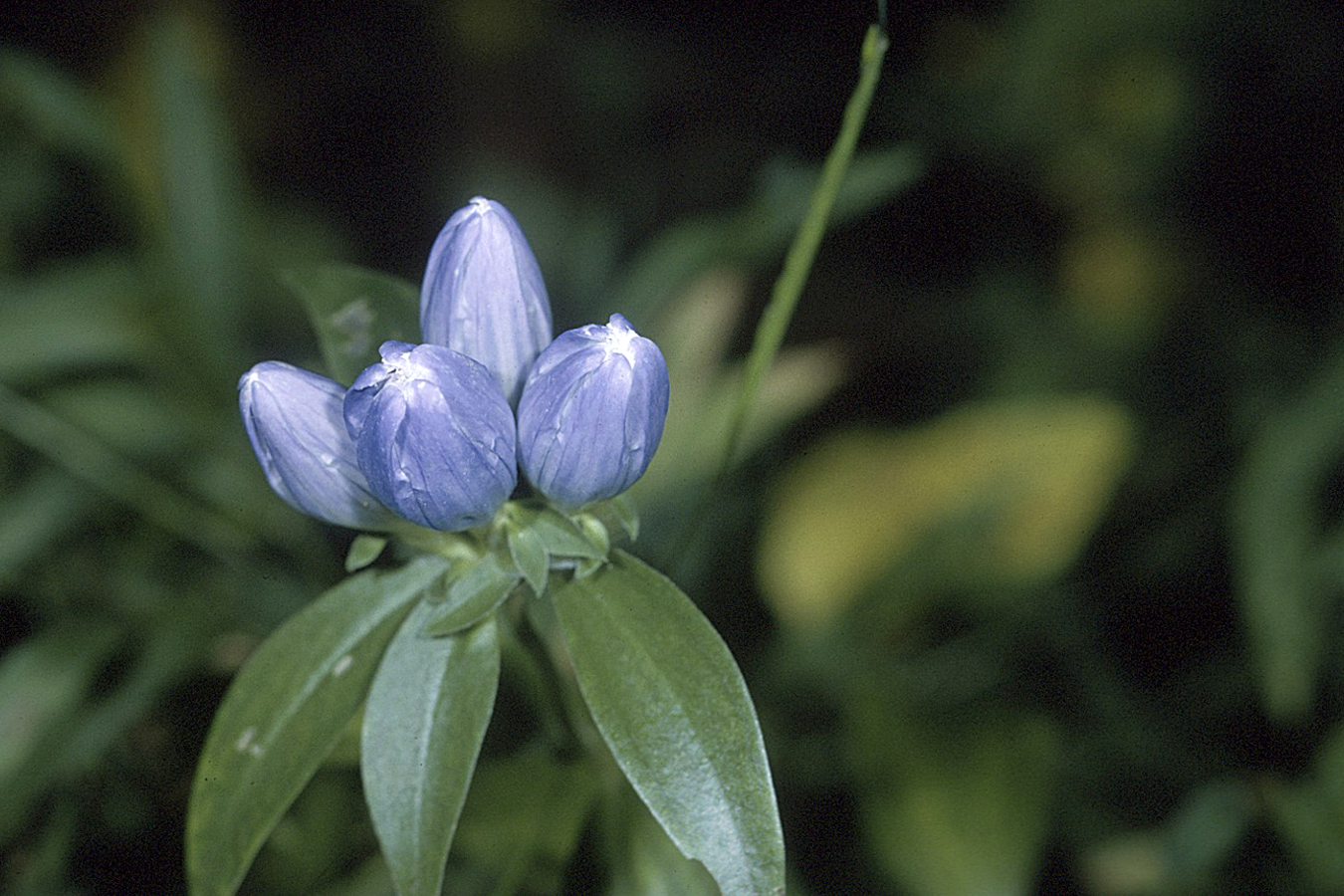
Gentiana clausa

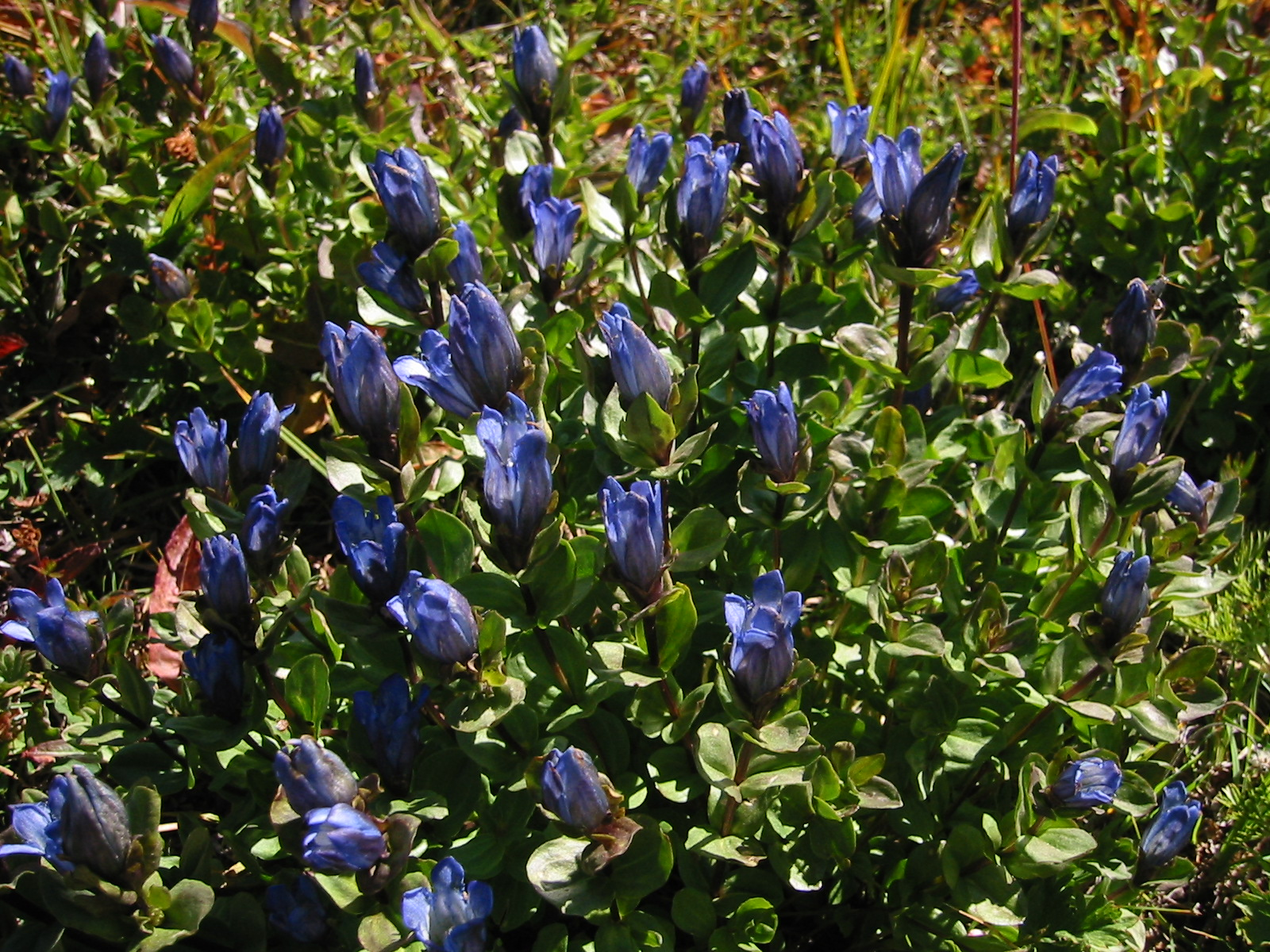
Gentiana calycosa

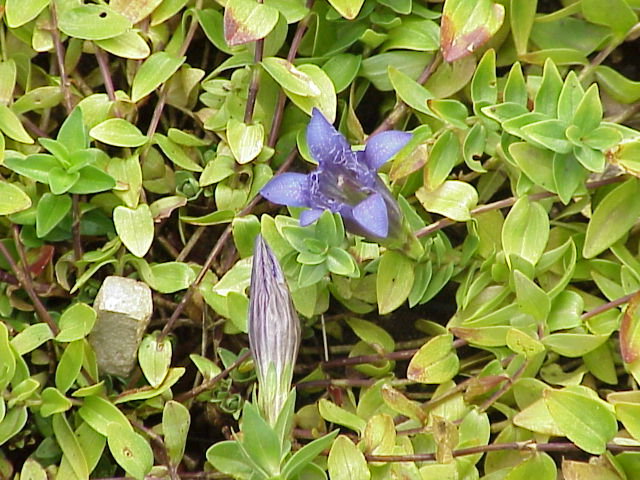
Gentiana septemfida

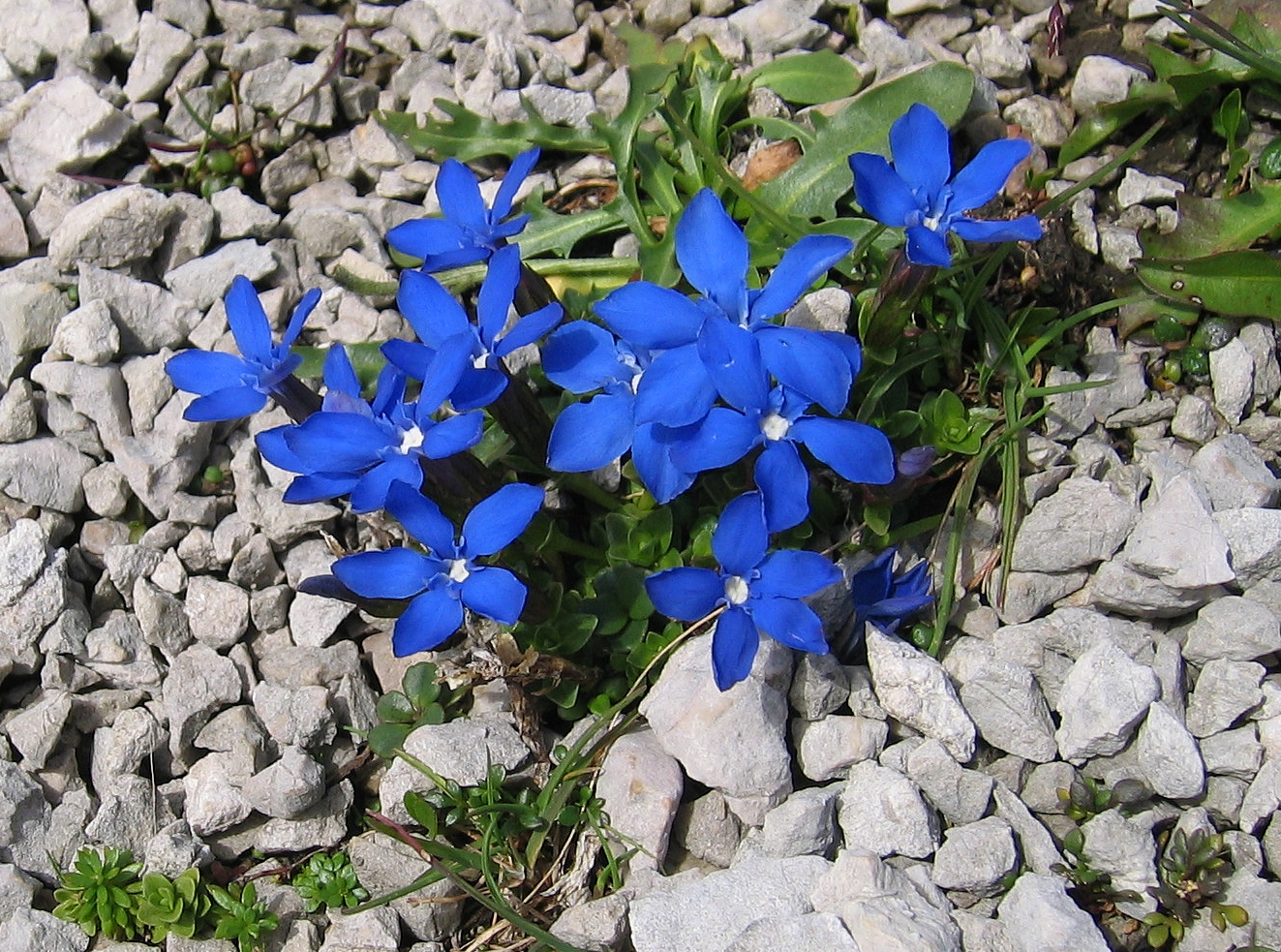
Gentiana orbicularis

Gentiana L. é um género botânico pertencente à família Gentianaceae.

## Sinonímia
| - Calathiana Delarbre - Chondrophylla A. Nelson - Ciminalis Adans. - Ericala Gray - Ericoila Á. Löve - Eurythalia D. Don - Pneumonanthe Gled. - Tretorhiza Adans. - Dasystephana Adans. | - Favargera Á. Löve et D. Löve - Gentianodes Á. Löve et D. Löve - Holubogentia Á. Löve et D. Löve - Kuepferella M. Lainz - Kurramiana Omer & Qaiser - Mehraea Á. Löve et D. Löve - Qaisera Omer - Ulostoma G. Don |

## Espécies
| - Gentiana acaulis - Gentiana affinis - Gentiana alba - Gentiana algida - Gentiana alpina - Gentiana altaica - Gentiana amoena - Gentiana andrewsii - Gentiana angustifolia - Gentiana asclepiadea - Gentiana austromontana - Gentiana autumnalis - Gentiana bavarica - Gentiana bellidifolia - Gentiana boryi - Gentiana brachyphylla - Gentiana bulleyana - Gentiana burseri - Gentiana cachemirica - Gentiana calycosa - Gentiana catesbaei - Gentiana cephalantha - Gentiana cerina - Gentiana clausa - Gentiana clusii - Gentiana crassicaulis - Gentiana crinita - Gentiana cruciata - Gentiana dahurica - Gentiana decora - Gentiana decumbens - Gentiana dendrologii - Gentiana depressa - Gentiana dinarica - Gentiana douglasiana - Gentiana elwesii - Gentiana farreri - Gentiana fetisowii - Gentiana flavida - Gentiana freyniana - Gentiana frigida - Gentiana froelichii - Gentiana fremontii - Gentiana gelida - Gentiana gilvo-striata - Gentiana glauca - Gentiana gracilipes - Gentiana grombczewskii - Gentiana heterosepala - Gentiana hexaphylla - Gentiana kesselringii - Gentiana kurroo - Gentiana lawrencii - Gentiana lhassica - Gentiana linearis - Gentiana loderi - Gentiana loureiroi - Gentiana lutea - Gentiana macrophylla - Gentiana makinoi - Gentiana microdonta - Gentiana newberryi - Gentiana nipponica | - Gentiana nivalis - Gentiana nubigena - Gentiana nutans - Gentiana ochroleuca - Gentiana olivieri - Gentiana ornata - Gentiana pannonica - Gentiana paradoxa - Gentiana parryi - Gentiana patula - Gentiana pennelliana - Gentiana phyllocalyx - Gentiana platypetala - Gentiana plurisetosa - Gentiana pneumonanthe - Gentiana prolata - Gentiana prostrata - Gentiana przewalskii - Gentiana pterocalyx - Gentiana puberulenta - Gentiana pumila - Gentiana punctata - Gentiana purpurea - Gentiana pyrenaica - Gentiana quadrifolia - Gentiana rigescens - Gentiana rostanii - Gentiana rubricaulis - Gentiana saponaria - Gentiana saxosa - Gentiana scabra - Gentiana scarlatina - Gentiana sceptrum - Gentiana septemfida - Gentiana setigera - Gentiana setulifolia - Gentiana sikkimensis - Gentiana sikokiana - Gentiana sino-ornata - Gentiana siphonantha - Gentiana speciosa - Gentiana squarrosa - Gentiana stictantha - Gentiana stragulata - Gentiana straminea - Gentiana tenuifolia - Gentiana terglouensis - Gentiana ternifolia - Gentiana tianshanica - Gentiana trichotoma - Gentiana triflora - Gentiana trinervis - Gentiana tubiflora - Gentiana utriculosa - Gentiana veitchiorum - Gentiana venusta - Gentiana verna - Gentiana villosa - Gentiana waltonii - Gentiana wutaiensis - Gentiana yakushimensis - Gentiana zollingeri |

- Lista completa

## Classificação do gênero
| Sistema | Classificação                    | Referência               |
| ------- | -------------------------------- | ------------------------ |
| Linné   | Classe Pentandria, ordem Digynia | Species plantarum (1753) |